# Zeiraphera griseana
The Larch Tortrix (Zeiraphera griseana) là một loài bướm đêm thuộc họ Tortricidae. Loài này có ở châu Âu.
Sải cánh dài 16–22 mm. Con trưởng thành bay vào tháng 7 tùy theo địa điểm.
Ấu trùng ăn Larix species.